# Fernand Chevalier
Fernand Chevalier, né le 8 décembre 1898 à El Affroun et mort le 9 mai 1980 à Paris, est un homme politique français.

## Mandats
- Député d'Alger (1946-1951)[2].